# 판반득
판반득(베트남어: Phan Văn Đức, 1996년 4월 11일 ~ )은 베트남의 축구 선수로 현재 송람 응에안에서 윙어로 활약하고 있다.

## 클럽 경력
2011년 고향팀인 송람 응에안 유소년팀에서 처음 축구를 시작했고 이후 2016년 송람 응에안 성인팀 입단을 통해 프로에 입문한 뒤 2017년 베트남컵 우승, 2018년 베트남 슈퍼컵 준우승, 2018년 V리그 1 4위 등의 성과를 남겼다.

## 국가대표팀 경력
2014년부터 2016년까지 베트남 U-20 대표팀에서 활동한 뒤 2018년부터 2019년까지 베트남 U-23 대표팀의 일원으로 10경기 4골을 터뜨리며 2018년 AFC U-23 챔피언십 준우승, 2018년 비나폰컵 우승, 2018년 아시안 게임 4강 진출 등의 주역으로 맹활약했다.
그 후 베트남 성인대표팀에 전격 합류하여 캄보디아와의 2018년 AFF 스즈키컵 A조 조별리그 최종전에서 국제 A매치 데뷔골을 터뜨리며 4강 진출에 일조했고 이후 필리핀과의 4강 1차전에서도 결승골을 터뜨리며 팀의 10년만의 스즈키컵 우승에 공헌했으며 이듬해에 열린 2019년 AFC 아시안컵에서는 본선 4경기에 모두 선발 출전하며 베트남의 12년만의 아시안컵 8강 진출에 기여하는 등 맹활약을 이어나갔다.
그리고 2022년 FIFA 월드컵 아시아 지역 2차 예선 G조 8경기 중 3경기에 출전하여 베트남 축구 역사상 최초의 월드컵 아시아 지역 최종 예선 진출에 일조했고 이어 2022년 2월 1일 홈에서 열린 중국과의 최종 예선 B조 8차전에서 2-0으로 앞서있던 후반 31분 쐐기골을 터뜨리며 베트남의 월드컵 지역 최종 예선 사상 첫 승이자 동남아시아 국가 최초의 월드컵 지역 최종 예선 승리에 기여하며 홈 팬들을 열광시켰다.

## 수상

### 클럽
송람 응에안
- V리그 1 : 4위 (2018)
- 베트남컵 : 우승 (2017)
- 베트남 슈퍼컵 : 준우승 (2018)

### 국가대표팀
베트남 U-23
- AFC U-23 아시안컵 : 준우승 (2018)
- 아시안 게임 : 4위 (2018)
- 비나폰컵 : 우승 (2018)

 베트남
- 동남아시아 축구 선수권 대회 : 우승 (2018), 4강 (2020)